# Efes Beverage Group
De Efes Beverage Group is een Turkse drankenproducent en -handel, opgericht in 1969 en eigendom van de Turkse multinational Anadolu Group. De belangrijkste activiteit van het bedrijf is de bierbrouwerij. Het voornaamste merk is Efes Pilsen, een Turks bier dat verder ook in Centraal- en Oost-Europa verkocht wordt. Daarnaast produceert het bedrijf een aantal andere biermerken die in binnen- en buitenland verkocht worden. Tevens is de Efes Beverage Group de grootste aandeelhouder van de Coca-Cola franchise in Turkije en produceert en distribueert als zodanig ook een aantal frisdrankmerken.
Tot 2011 was het bedrijf de hoofdsponsor van de basketbalclub Efes Pilsen SK. Sindsdien is het sponsorcontract overgenomen door het moederbedrijf.
In 2014 kwamen Efes & Duvel Moortgat overeen om Duvel te verkopen in Turkse top-horecazaken. Efes wilde daarmee niet per se de toeristen aanspreken, maar eerder de eigen bevolking. Het bier zal dan ook meer verkocht worden in steden als Istanbul en Izmir.